# Давай зробимо це швидко
Давай зробимо це швидко — драма 2001 року.

## Сюжет
Влада, гроші, увага жінок, здоров'я — все це в Олега (Володимир Машков) є. Здавалося б, що ще потрібно людині для щастя? Його поважають, бояться, називають «хрещеним батьком», від його слова залежать долі багатьох людей. Його маєток обчислюється десятками, а може й сотнями мільйонів доларів. Божевільні вечірки із шикарними повіями, грою в «російську рулетку» і шпурлянням пачок готівки. Він втомився від такого життя, втомився від свого занадто небезпечного бізнесу. Він хоче відійти від справ, але російських партнерів такий розклад явно не влаштовує, і це загрожує йому дуже серйозними наслідками. Олег хоче спокійного сімейного життя зі своєю матір'ю й навіженим молодшим братом. Для цього він купує за 20 мільйонів доларів розкішну віллу в Голлівуді. Так виходить, що на цій віллі він знайомиться з дівчиною (Дженніфер Джейсон Лі). Вона не красуня, але в ній є щось особливе, загадкове. Це знайомство робить Олега щасливим. Йому здається, що він зустрів свою любов, фатальну любов, яка його обов'язково занапастить.